# オカト
オカト (英: Okato) は、ニュージーランドの北島のタラナキ地方北西部にある小さな田舎町で、ニュープリマスから約26km内陸に位置する。オアクラからの距離は12kmとなる。町の人口は、2006年において531人であった。